# Frank Gaines
Pour les articles homonymes, voir Gaines.
Frank Gaines, né le 7 juillet 1990 à Fort Lauderdale en Floride, est un joueur américain de basket-ball.

## Parcours professionnel
En juillet 2019, Gaines rejoint la Virtus Bologna.
En novembre 2021, Gaines s'engage avec le Benfica Lisbonne.